# Bothrops jararaca
Bothrops jararaca este o specie de șerpi din genul Bothrops, familia Viperidae, descrisă de Maximilian zu Wied-Neuwied în anul 1824. Conform Catalogue of Life specia Bothrops jararaca nu are subspecii cunoscute.